# Stanley (Novo México)
Stanley é uma área não incorporada do Condado de Santa Fé, Novo México, Estados Unidos. O CEP é: 87056.

## Clima
O tipo climático ocorre principalmente na periferia dos desertos verdadeiros nas regiões estepe semiáridas de baixa latitude. O subtipo de Classificação climática de Köppen para esse clima é BSk (clima de estepe tropical e subtropical).
| Dados climáticos para Stanley, New Mexico | Dados climáticos para Stanley, New Mexico | Dados climáticos para Stanley, New Mexico | Dados climáticos para Stanley, New Mexico | Dados climáticos para Stanley, New Mexico | Dados climáticos para Stanley, New Mexico | Dados climáticos para Stanley, New Mexico | Dados climáticos para Stanley, New Mexico | Dados climáticos para Stanley, New Mexico | Dados climáticos para Stanley, New Mexico | Dados climáticos para Stanley, New Mexico | Dados climáticos para Stanley, New Mexico | Dados climáticos para Stanley, New Mexico | Dados climáticos para Stanley, New Mexico |
| Mês                                       | Jan                                       | Fev                                       | Mar                                       | Abr                                       | Mai                                       | Jun                                       | Jul                                       | Ago                                       | Set                                       | Out                                       | Nov                                       | Dez                                       | Ano                                       |
| ----------------------------------------- | ----------------------------------------- | ----------------------------------------- | ----------------------------------------- | ----------------------------------------- | ----------------------------------------- | ----------------------------------------- | ----------------------------------------- | ----------------------------------------- | ----------------------------------------- | ----------------------------------------- | ----------------------------------------- | ----------------------------------------- | ----------------------------------------- |
| Média alta °C (°F)                        | 6 (43)                                    | 9 (49)                                    | 13 (56)                                   | 18 (65)                                   | 24 (75)                                   | 29 (84)                                   | 31 (87)                                   | 29 (84)                                   | 26 (78)                                   | 20 (68)                                   | 12 (54)                                   | 7 (45)                                    | 19 (66)                                   |
| Média baixa °C (°F)                       | −9 (16)                                   | −7 (20)                                   | −4 (24)                                   | −1 (31)                                   | 4 (40)                                    | 9 (48)                                    | 12 (54)                                   | 11 (52)                                   | 7 (45)                                    | 1 (34)                                    | −5 (23)                                   | −9 (16)                                   | 1 (34)                                    |
| Média precipitação mm (pol.)              | 10 (0.4)                                  | 10 (0.4)                                  | 13 (0.5)                                  | 13 (0.5)                                  | 30 (1)                                    | 30 (1.2)                                  | 56 (2.2)                                  | 56 (2.2)                                  | 38 (1.5)                                  | 30 (1.2)                                  | 13 (0.5)                                  | 13 (0.5)                                  | 307 (12.1)                                |
| Fonte: Weatherbase                        |                                           |                                           |                                           |                                           |                                           |                                           |                                           |                                           |                                           |                                           |                                           |                                           |                                           |

## Pessoas notáveis
- Alan Ebnother, artista
- Jeffrey Epstein, financista, criminoso sexual condenado, casa rural localizada a cerca de treze quilômetros ao norte de Stanley
- Bruce King, Governador do Novo México
- Gary King, procurador-geral do Novo México e filho de Bruce King